# Interior da Bahia

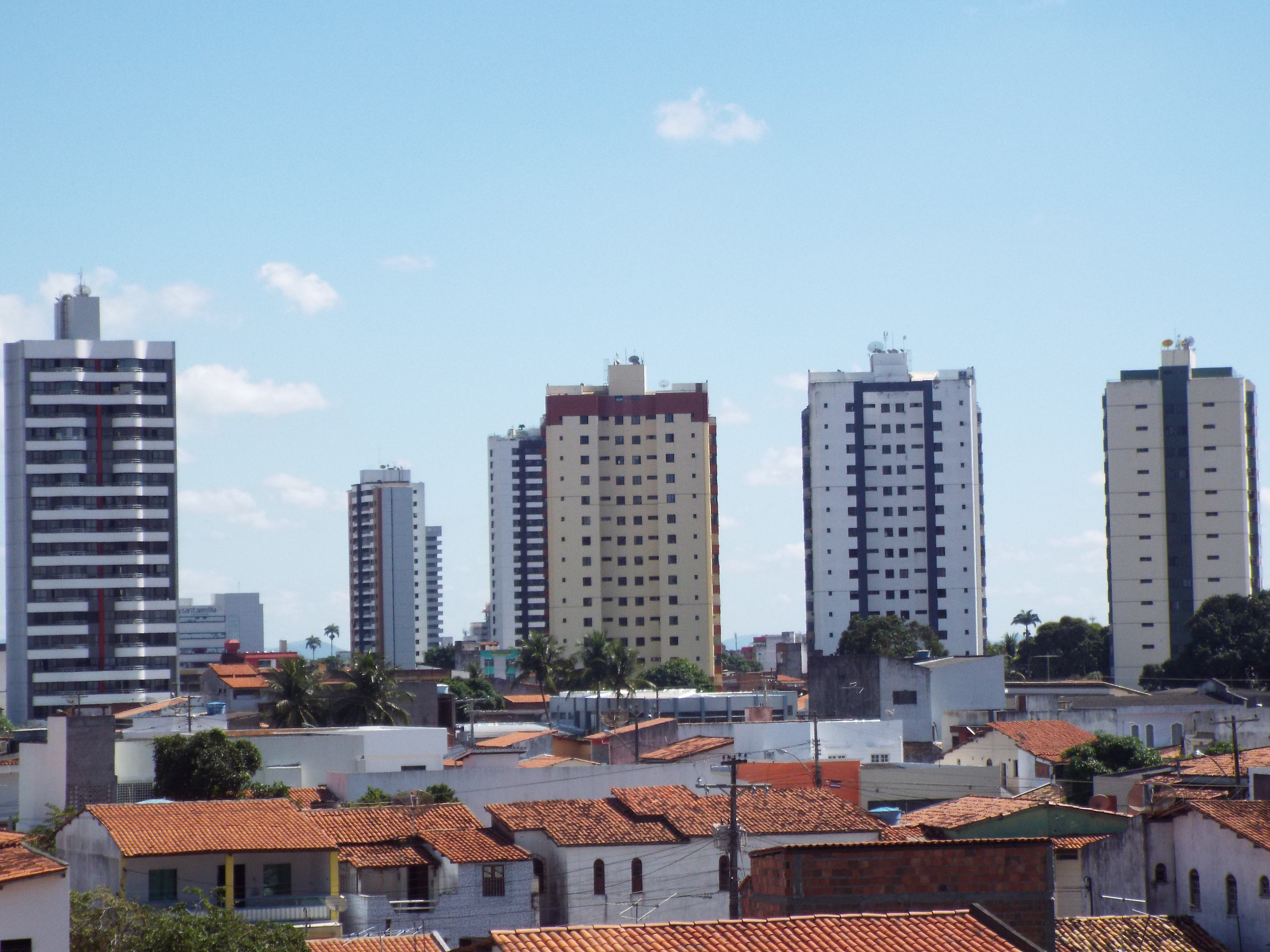
Região central de Feira de Santana, maior cidade do interior do Nordeste do Brasil.

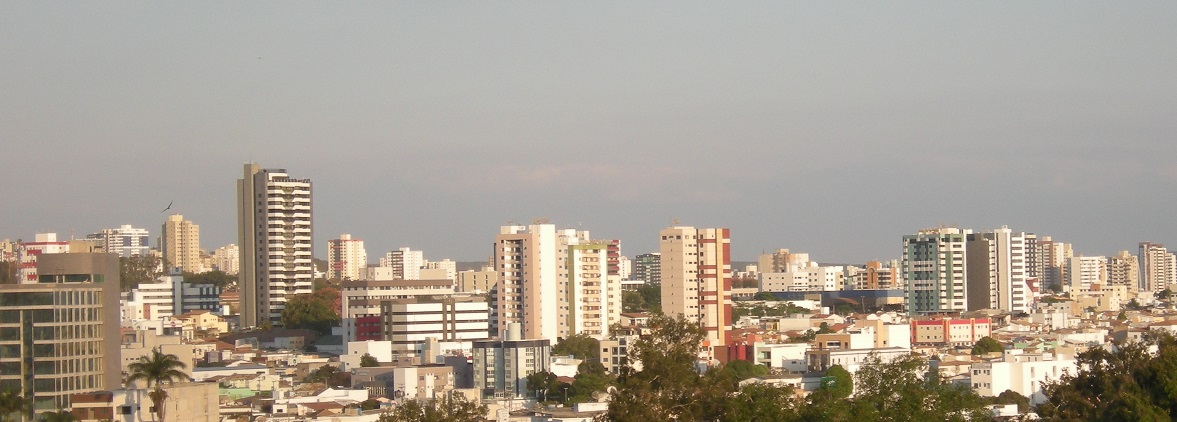
Vitória da Conquista, maior e principal cidade do Sudoeste do estado.

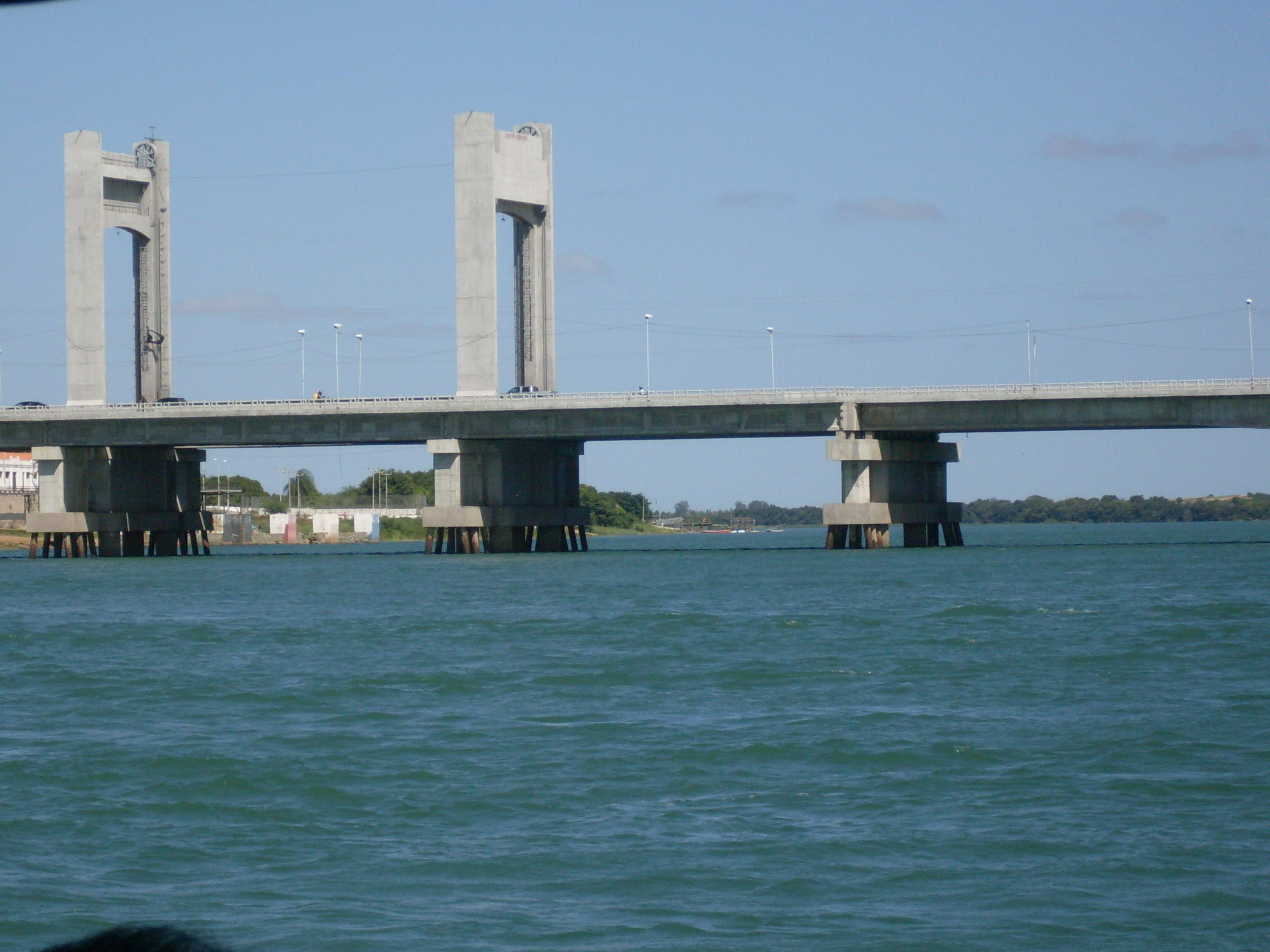
Ponte Presidente Dutra, em Juazeiro, região Norte do estado.

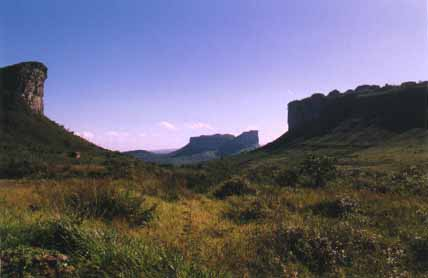
Chapada Diamantina.

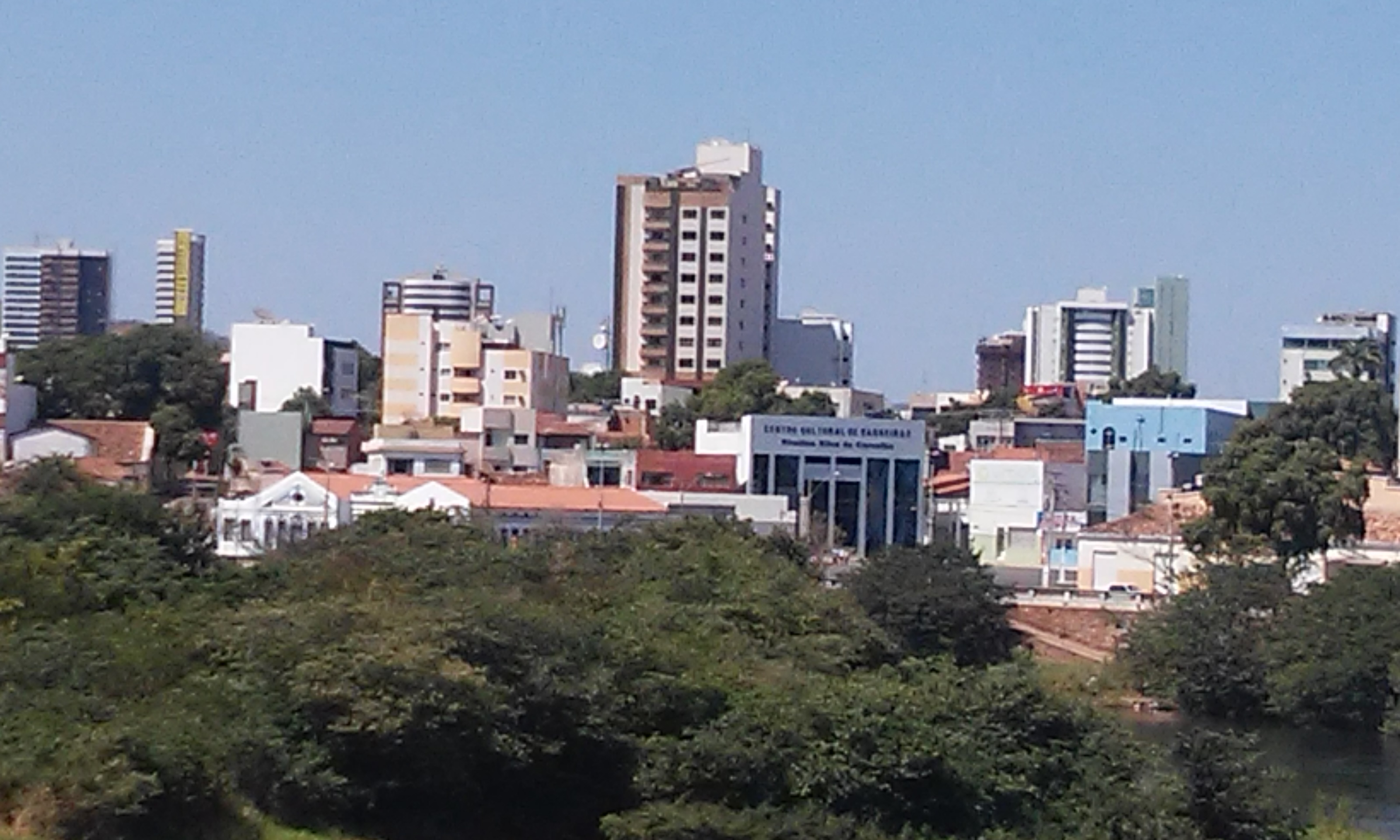
Barreiras, a maior cidade do oeste baiano, localizada em uma das maiores fronteiras agrícolas do Brasil.

O interior do estado da Bahia ou interior baiano é a região que abrange todo o estado da Bahia, exceto a Região Metropolitana de Salvador e o litoral da Bahia. Entre os municípios, destacam-se:
- Feira de Santana, a mais populosa cidade do interior da região Nordeste e a segunda do estado, com mais de 600 mil habitantes, é um dos maiores polos rodoviários do Brasil, pois se entronca com diversas rodovias, e com uma sólida base industrial e forte comércio;[1][2]
- Vitória da Conquista, com cerca de 380 mil habitantes e a terceira mais populosa, é um dos centros da pecuária e cafeicultura no estado, destaca-se no comércio e serviços;[3][4][5]
- Juazeiro, no Vale do São Francisco, conta com cerca de 250 mil habitantes e é o mais importante centro industrial sucroalcooleiro e fruticultureiro do estado, abrigando várias agroindústrias;[6]
- Itabuna, com cerca de 190 mil habitantes, próximo ao litoral, vizinho à cidade de Ilhéus, que tem cerca de 180 mil habitantes, e ambas são importantes na indústria cacaueira e no setor de comércio e serviços;[7][8]
- Barreiras, com mais de 160 mil habitantes, tem um comércio forte e é um dos maiores polos agropecuários do Brasil, assim como suas vizinhas São Desidério, Formosa do Rio Preto, Correntina e Luís Eduardo Magalhães.[9][10][11]
- Alagoinhas, com mais de 150 mil habitantes e uma indústria consolidada, especialmente de bebidas;[12][13]
- Jequié, com mais de 160 mil habitantes e uma economia baseada na pecuária e a agricultura, além da mineral, e uma indústria em crescimento;
- Paulo Afonso, com cerca de 120 mil habitantes, é uma importante base energética do estado, já que abriga o Complexo Hidrelétrico, um dos maiores complexos produtores de energia no Brasil;[14]
- Santo Antônio de Jesus, localizada no Recôncavo baiano e com mais de 100 mil habitantes, é um dos mais importantes entrepostos comerciais do estado, destacando-se também na indústria;[15]

## História
Até o século XVII, o interior da Bahia era habitado pelos índios aimorés, também chamados de botocudos. A partir desse século, a região passou a ser distribuída sob a forma de sesmarias pelo rei de Portugal.